# Spore
Spore är ett datorspel av Will Wright och Maxis. Spelets gavs officiellt ut den 4 september 2008 i Europa, men kunde redan den 28 augusti laddas ner från EA-store. Det har kallats för framtiden inom spel av många kritiker och har fått ett flertal utmärkelser, bland annat Gamespots utmärkelse för bästa originalspel, bästa PC-spel och bästa simulatorspel.
Namnet Spore (engelska för ’spor’) var ursprungligen ett arbetsnamn för ett spel som var tänkt att heta Sim Everything, en fortsättning på Sim-serien.

## Handling och mål
Spelet går ut på att styra evolutionen genom fem faser från mikroorganism till rymdfart och världsherravälde. Spelaren skapar sin egen varelse som sedan skickas till en global databas och kan delas med och spela mot andra spelares varelser. Hela spelet kan spelas utan att föra krig eller mörda andra varelser. En van spelare kan klara av att nå den femte fasen på 3-5 timmar.

### Fas 1 – cellfasen
I den första fasen styr spelaren en enkel cellfigur genom en urhistorisk sörja av alger och bakterier. Figuren äter allt som är mindre än den själv, och undviker allt som är större och vill äta upp den. Om figuren äter mest andra celler eller kött utvecklas varelsen till köttätare. Om den äter mest växter utvecklas den till växtätare. En balanserad kost leder till att figuren blir allätare. Man äter sig större och större, och till slut så utvecklas ben, och man kan gå upp på land.

### Fas 2 – varelsefasen
I den andra fasen har figuren utvecklats till ett komplext djur som har tagit sig upp på land. Där är målet att överleva och para sig med andra av samma slag. Varelsens hjärna utvecklas gradvis upp till en viss nivå för att kunna avancera till nästa fas. Om spelaren beter sig aggressivt mot andra arter utvecklas den till ett rovdjur. Om spelaren väljer att imponera på andra så blir varelsen social. Det är också möjligt att inta ett mer balanserat beteende, vilket gör varelsen anpassningsbar.

### Fas 3 – stamfasen
I den tredje fasen har varelserna utvecklat intelligens. Målet är att utveckla varelsernas kultur och industrialisering. I stället för att styra över en enskild varelse styr spelaren i den här fasen över en hel stam. Det finns tre vägar att gå: aggressivitet, vänlighet och flitighet. Aggressivitet nås genom att anfalla och utplåna andra stammar, vänlighet genom att spela musik för och alliera sig med de andra stammarna. Flitighet är en blandning av de båda.

### Fas 4 – civilisationsfasen
I den fjärde fasen har varelserna nått civilisationen. Spelaren bygger och sköter en stad åt varelserna, och skyddar den genom att styra ett önskat antal fordon. Fasen liknar realtidstrategispel som Command and Conquer. Spelaren kan spela som antingen en ekonomisk, religiös eller krigisk Civilisation; det beror på vad spelaren har gjort för val i den förra fasen.

### Fas 5 – rymdfasen
I den femte och sista fasen idkar varelserna rymdfart. Spelaren bygger rymdskepp och kan besöka och efterhand även forma andra världar. Spelaren kan skapa en galaktisk federation, eller starta interstellära krig. Terraformning och bortföranden är viktiga delar av handlingen. Spelarens tidigare val avgör vilken superförmåga spelarens rymdskepp får. De spelare som börjar rymdfasen direkt från huvudmenyn, blir "vandrare" som börjar utan specialförmåga.
Om man har Spore Galactic Adventures kan man även låsa upp nya speciella föremål.

### Spelets slut
Spore har inget egentligt slut. Spelet utvecklas beroende på hur spelarna tillsammans gör och skapar. Saker läggs hela tiden till och ändras i spelvärlden. Enligt spelproducentern Thomas Vu finns det ett undantag. Den sista fasen varar i 20 timmar innan spelaren får en överraskning. Det slutgiltiga målet är nog att nå galaxens mitt, men det är lättare sagt än gjort, eftersom det våldsamma imperiet Groxerna är i vägen och låter helst inte någon komma fram till galaxens mitt.
På spelets historia sägs det att Groxerna ska skydda någonting i mitten av galaxen, men det blir värre, när man kommer närmare mitten minskas förmågan att flytta mellan planeter vilket gör det svårare att ta sig fram.
Man kan bli vän med Groxerna om man använder ett vapen som kallas planetknäckaren. Den spränger en planet och tas som olaglig i galaxen.
Vanligt folk gillar inte planetknäckaren, men det gör Groxerna eftersom de också är intergalaktiska banditer.

## Den första versionen
Det finns två huvudversioner av Spore. Den gamla versionen gavs aldrig ut, men det gjordes en reklam för den och en 36 minuter lång demonstrationsvideo. Den har sju faser, det vill säga två som den nya versionen inte har.

### Faser som inte kom med i den slutliga versionen

#### Stadsfasen
Denna fas skulle utspela sig mellan stam- och civilisationsfasen. Fasen skulle fokusera mer på att handskas med resurser och stadsplanering. En del tyckte att den var för lik civilisationsfasen. Denna fas togs bort av okända anledningar.

#### Vattenfasen
Denna fas var ursprungligen tänkt att utspela sig mellan cellfasen och varelsefasen. Varelsen skulle i denna del av spelet ha utvecklats till en fisk, innan den stigit upp på land. Fasen plockades bort på grund av problem med navigationen, men kunde synas i flera förhandsvisningar och filmer.

#### Molekylfasen
Molekylfasen skulle utspela sig innan cellfasen men togs bort för att spelet kraschade av okända anledningar

### Flora Creator
Flora Creator, eller Flora Editor, var en del av Spore som togs bort. I Flora Creator skapar man växter, till exempel träd och buskar.

## Expansionspaket

### Creepy and Cute
Creepy and Cute är ett tilläggspaket till Spore som gavs ut den 18 november 2008. Det innehåller 60 nya delar till Creature Creator. Det har 24 nya utseendemöjligheter för varelserna. 12 är "läskiga" (creepy) och 12 är "gulliga" (cute). Det finns även två nya bakgrunder i testläget.

### Galactic Adventures
Denna expansion innehåller möjligheterna att kunna skapa egna uppdrag som verkar utspela sig under rymdfasen, men det tar plats utanför rymdskeppet (man rör sig som om det var i varelsefasen). Expansionen innehåller dessutom den nya "Hero Outfiter", där man gör sin egen "Hjälte" Som man , om man vill får spela som i andras och egnas uppdrag. vilken stil de har beror på vilken filosofi rasen har.
För att få utrustning måste man gå upp i sin kaptensgrad. Man stiger i sin grad genom att slutföra uppdrag som man kan få hos allierade.

## Musik
Musiken är skriven av Brian Eno, som är känd för sin ambienta musik.

## Film
Den 2 oktober 2009 tillkännagav Electronic Arts och Fox Broadcasting Company att en CGI-animerad film baserad på spelet var på väg. Den skulle ha regisserats av Chris Wedge (Ice Age). Filmen blev dock aldrig verklighet.

## Andra spel
- Spore Creatures är ett spel baserat på spore. Spelet finns endast till Nintendo DS, och är mer som ett äventyrsspel.
- Spore Origins är ett mobilspel som utspelar sig i cellfasen.
- Spore Creature Keeper är ett spel för barn
- Spore Creature Creator är demoversionen av Spore
- Spore Hero är ett spel till Wii
- Spore Hero Arena är likt Spore Creatures

## Kritik och problem
När spelet släpptes i Sverige levererades ett antal exemplar av spelet tillsammans med felaktiga serienummer. I det 20 tecken långa serienummer saknades första tecknet på några av exemplaren. Detta medförde att spelet inte gick att installera. Lösningen var antingen att kontakta EA och begära ett nytt serienummer, eller att helt enkelt lista ut vilket tecken som saknas.
I USA fick spelet mycket kritik för sitt kopieringsskydd SecuROM, ett slags DRM som kontrollerar om spelversionen är kopierad eller äkta. Från början skulle spelet kontrollera detta var tionde dag genom internetanslutningen. Efter mycket kritik ändrades detta så att spelet bara kontrollerar serienumrets äkthet efter installationen. Samma serienummer kunde bara användas för installation på tre datorer. Även detta fick mycket kritik, och antalet datorer som kunde dela på ett serienummer höjdes till fem.
Den 22 september 2008 fälldes Electronic Arts i domstol eftersom de inte hade informerat spelarna om kopieringsskyddet, att det installeras på datorn och inte försvinner vid en avinstallation av spelet. Den 14 oktober samma år dömdes de igen efter att det framkommit att kopieringsskyddet även finns med i demoversionen av Creature Creator.